# Молодецька
Молодецька — річка в Україні, у Кагарлицькому районі Київської області. Ліва притока Леглича (басейн Дніпра).

## Опис
Довжина річки приблизно 2,8 км.

## Розташування
Бере початок на південному заході від Стрітівки. Тече переважно на південний схід і у селі Зікрачі впадає у річку Леглич, праву притоку Дніпра.